# Djibril Coulibaly
Djibril Coulibaly (sinh ngày 11 tháng 8 năm 1987) là một cầu thủ bóng đá người Mali thi đấu ở vị trí tiền đạo cho CO de Bamako.

## Sự nghiệp
Ở sự nghiệp ban đầu, anh thi đấu cho Real Bamako, Al-Ahli, Fakel Chervonograd và Jeanne D'Arc.

### Barito Putra
Vào tháng 11 năm 2012, anh ký hợp đồng với Brito Putra nơi anh chiếm ưu thế tại giải bóng đá Indonesia với nhiều bàn thắng đẹp và đoạt danh hiệu vua phá lưới.

### Persija Jakarta
Vào tháng 9 năm 2016, anh ký hợp đồng với Persija Jakarta. Anh gia nhập Persija Jakarta đến hết mùa giải.

### CO de Bamako
Năm 2017. Coulibaly, câu lạc bộ Mali CO de Bamako.
Barito Putra
Vô địch
- Vua phá lưới Indonesia Super League: 2013
- Tiền đạo nước ngoài xuất sắc nhất Indonesia Super League